# Billain
Billain, auch Aethek, eigentlich Adis Kutkut (geboren vor 1996) ist ein bosnischer Drum-and-Bass-Produzent und Sound Designer aus Sarajevo. Eine breitere Öffentlichkeit erreichte er durch zahlreiche Neurofunk-Veröffentlichungen und die Zusammenarbeit mit Frenkie und Edo Maajka.

## Leben
Billain wurde im Kindesalter vom Bosnienkrieg geprägt. Während der vierjährigen Belagerung von Sarajevo begann er als Kind im Keller zu zeichnen und kam dadurch später zu Graffiti und ersten eigenen Hip-Hop-Produktionen.
Auf der Suche nach weiteren Möglichkeiten seinen, den Kriegserfahrungen entspringenden, Gefühlen Ausdruck zu verleihen, brachte sich Billain autodidaktisch zunächst die Produktion von Techno und später von Neurofunk bei. Bevor er seine eigene Musik veröffentlichte, wurde Billain ein fester Bestandteil des Drum-and-Bass-Kollektives Kontra, welches zahlreiche Veranstaltungen mit DJs wie Matrix & Optical, Teebee, Stakka & Skynet oder Konflict in Sarajevo organisierte. Inzwischen wird seine Musik auf BBC Radio 1 gespielt und auf der UKF-Plattform für elektronische Musik präsentiert.
Billain gestaltete und komponierte 2014 gemeinsam mit Sloven Anzulović das Sound Design und die Musik zur Wiederöffnungsfeier der 1992 zerstörten Nationalbibliothek Bosnien und Herzegowina in Sarajevo.
Außerdem veröffentlicht Billain künstlerische Kurzfilme zu den Themen Technologische Singularität und Künstliche Intelligenz.
2016 startete Billain sein Musikprojekt Aethek, mit dem er sich in Richtung des Genres Noise bewegt und weitgehend auf Melodien verzichtet, um sich vollständig auf Sounddesign zu konzentrieren. Unter diesem Namen veröffentlichte er 2017 die EP 1991 VG.
Adis Kutkut entwickelte 2018 für die Filme Pacific Rim: Uprising und Hunter Killer spezielle Synthesizerklänge. Außerdem komponierte er den Soundtrack des Survival-Horror-Computerspiels Scorn.

## Diskografie

### Alben
- Nomad's Revenge (2019, Renraku Global Media)

### EPs
- Broken Universe EP (2010, Citrus Recordings), mit Future Signal
- Kontra EP (2011, Citrus Recordings)
- Colossus EP (2014, Bad Taste Recordings)
- Binary Volume 3 (2014, Critical Music)
- Colonize EP (2015, Eatbrain)
- 1991 VG (2017, Renraku Global Media) als Aethek

### Singles
- Rhyno / Intrusion (2008, Breed 12 Inches), Rhyno von Receptor
- Glome / The Solution (2010, Fatality Recordings), The Solution von High Maintenance
- Coded (2011, Close 2 Death Recordings), auf Blood Money LP Part 1
- Phalando / Away we go (2011, Close 2 Death Recordings), Away we go von Para
- Pranksters / Li (2011, Citrus Recordings), Pranksters von Dabs
- Probes / Horus 8 (2011, Syndrome Audio)
- Soulmatter (2011, Rise Audio), erschienen auf Rise Audio EP
- Total Darkness / Fiber Twist (2012, Rise Audio)
- God Ribs (2012, Rise Audio), erschienen auf RA004 EP
- Batbots / Manifold (2012, Bad Taste Recordings)
- Blockfield / Boogie (2013, Bad Taste Recordings)
- Supertensor / Equilateral (2013, Mindtech Recordings), Equilateral von Allied
- Wizard (2014, Bad Taste Recordings), mit Teddy Killerz auf Machine Room Level Two
- Device Nine (2014, Rise Audio), erschienen auf RA010 EP
- Safety Hatch (2015, Underslung Audio)
- Vertebrae (2016,  MethLab Recordings), erschienen auf Monoleth 001 EP als Aethek

### Remixe
- Krakpot (Billain Remix) (2012, Close 2 Death Recordings), Original von Optiv
- Half Life (Billain Remix) (2013, Civil Music), Original von Reso, erschienen auf Tangram Remixed
- Paradox (Billain Remix) (2014, Vandal Records), Original von Opsen & Primal Therapy
- Ambers Love Was Like A Marble (Billain Remix) (2014, Med School Music), Original von Rawtekk, erschienen auf Sprouted and Reformed
- Tetsuo's Redemption (Billain Remix) (2014, OWSLA), Original von KOAN Sound & Asa
- Mantra (Billain Remix) (2016, Mindtech Recordings), Original von Akov
- Rethink (Billain Remix) (2016, Othercide Records), Original von Current Value

### Produktionen
- Odličan CD (2005, Menart Records), Album von Frenkie; Produktion von Outro
- Stig'o ćumur (2006, FMJAM Records, Menart Records), Album von Edo Maajka; Produktion von Sretno dijete, Za Mirzu, Blažena tišina und Severina/Fm Jam
- Štrajk Mozga (2012, Menart), Album von Edo Maajka; Produktion von Panika, Facebook, Imaš Li Ti Šta Para, Ratata / Moj Dj und Gube Se
- Prodike (2014, JabbaTon Records), von Fil Tilen und P Money
- DNA EP (2014, FMJAM Records), EP von Frenkie
- Reexperience (2015, Menart), Album von Frenkie; Produktion von Mali od Ede, Izgubljeni snovi, S.C.A. und Gdje god su moji.

### Kurzfilme
- Assembly (2014)
- Fugitive (2022)

### Sound Design
- Pacific Rim: Uprising (2018), Ausarbeitung zusätzlicher Synthesizerklänge
- Hunter Killer (2018), Ausarbeitung zusätzlicher Synthesizerklänge
- Scorn (2018), Soundtrack und zusätzliche Soundeffekte